# 遇村遗址
遇村遗址，位于中国甘肃省宁县，2019年10月7日公布为第八批全国重点文物保护单位，类型为古遗址。
遇村遗址的历史年代为周代。